# Le Clapier
Le Clapier är en kommun i departementet Aveyron i regionen Occitanien i södra Frankrike. Kommunen ligger  i kantonen Cornus som ligger i arrondissementet Millau. År 2022 hade Le Clapier 88 invånare.

## Befolkningsutveckling
Antalet invånare i kommunen Le Clapier
Referens: INSEE